# Стивенсон, Лэнс
Лэнс Стивенсон-младший (англ. Lance Stephenson, Jr.; родился 5 сентября 1990 года в Бруклине, Нью-Йорк, США) — американский профессиональный баскетболист, выступающий за клуб «Айова Вулвз». Играет на позиции атакующего защитника.

## Биография

### Колледж
В начале 2009 года Стивенсон выбирал между Канзасским университетом, Университетом Св. Иоанна и Мэрилендом, но он отверг два предложения, и по словам его отца сузил свой выбор до Мэриленда и Аризоны. Но в конце концов Лэнс выбрал Университет Цинциннати, где сыграл один сезон. По итогам сезона Стивенсон стал самым результативным среди новичков в своей конференции, в среднем набирая 12,3 очка за игру, и был назван Новичком Года конференции.

### «Индиана Пэйсерс» (2010—2014)
7 апреля 2010 года Стивенсон объявил, что выставит свою кандидатуру на Драфт НБА 2010 года. Лэнс был выбран под 40-м номером на драфте НБА 2010 года командой «Индиана Пэйсерс». В первой предсезонной игре, он набрал 21 очко, собрал 4 подбора и сделал 3 результативные передачи, тем самым помог команде обыграть «Орландо Мэджик» 88:77. 22 июля 2010 года Лэнс подписал многолетний контракт с «Пэйсерс». 27 февраля 2011 года Стивенсон дебютировал в НБА в матче против «Финикс Санз». Он сыграл 4 минуты, набрал 2 очка, отдал 2 передачи, забрал 1 подбор и совершил 1 потерю.

### «Шарлотт Хорнетс» (2014—2015)
18 июля 2014 года Стивенсон подписал трёхлетний контракт с клубом «Шарлотт Хорнетс» на сумму 27,5 миллионов долларов. 29 октября 2014 года состоялся дебют Лэнса за Шарлотт. В матче против «Милуоки Бакс» он отметился 7 очками, 13 подборами и 8 передачами, а сама встреча закончилась со счетом 108:106 в пользу «Хорнетс».
7 ноября в матче против «Атланта Хокс» Стивенсон добыл победу для своей команды благодаря точному трёхочковому броску во втором овертайме. В тот вечер Лэнс сделал первый дабл-дабл в сезоне из 17 очков и 13 подборов, а матч завершился со счетом 122:119.
14 января 2015 года Стивенсон вернулся на паркет после того, как пропустил 14 матчей из-за растяжения связок таза. В игре с «Сан-Антонио Спёрс» он набрал 8 очков за 19 минут.

### «Лос-Анджелес Клипперс» (2015—2016)
15 июля 2015 года Стивенсон был отправлен в «Лос-Анджелес Клипперс» в обмен на Спенсера Хоуса и Мэтта Барнса. За новый клуб Стивенсон дебютировал 28 октября, вышел в стартовой пятерке и смог набрать 7 очков, а его команда победила «Сакраменто Кингз» со счетом 111:104. 2 декабря Лэнс провел лучший матч сезона и набрал 19 очков против своей бывшей команды «Индиана Пейсерс».

### «Мемфис Гриззлис» (2016)
18 февраля 2016 года Стивенсон вместе с будущим пиком первого раунда отправился из «Лос-Анджелес Клипперс» в «Мемфис Гриззлис», в обратном направлении последовал Джефф Грин. Три дня спустя состоялся дебют Лэнса в составе «Гриззлис». В игре против «Торонто Рэпторс», которая закончилась со счетом 98:85 в пользу канадского клуба, Лэнс за 22 минуты игрового времени оформил статистику из 16 очков, 3 подборов, 2 передач и 1 подбора, выйдя со скамьи. 11 марта в поединке против «Нью-Орлеан Пеликанс» Стивенсон набрал 33 очка, что стало для него лучшим результатом в сезоне. Встреча закончилась со счетом 121:114 в пользу Мемфиса.

### «Нью-Орлеан Пеликанс» (2016)
14 сентября 2016 года Стивенсон подписал контракт с «Нью-Орлеан Пеликанс». 4 ноября он получил травму паха, а примерные сроки восстановления заняли 6-10 недель. Спустя три дня, 7 ноября «Пеликанс» отчислили Стивесона.

### «Миннесота Тимбервулвз» (2017)
8 февраля 2017 года Стивенсон подписал 10-дневный контракт с «Миннесота Тимбервулвз». В тот же вечер состоялся дебют Лэнса за Миннесоту. Проведя на площадке 20 минут, он смог набрать 6 очков, 4 подбора и 1 передачу. Матч закончился победой клуба из Миннеаполиса со счетом 112:109. Через месяц, 8 марта, Стивенсон подписал второй 10-дневный контракт с Миннесотой. 18 марта было объявлено, что «Тимбервулвз» не будут продлевать контракт со Стивенсоном до конца сезона.

### Возвращение в «Индиану» (2017—2018)
30 марта 2017 года Стивенсон подписал контракт с «Индиана Пэйсерс» — командой, которая выбрала его на драфте. Таким образом, Лэнс вернулся в родную команду, спустя три сезона. 2 апреля 2017 года Стивенсон, проведя на площадке 18 минут, набрал 4 очка и совершил 5 фолов. Матч закончился со счетом 135:130 в пользу «Кливленд Кавальерс». 25 июня 2018 года «Пэйсерс» расторгла контракт со Стивенсоном, тем самым расставшись с ним во второй раз On June 25, 2018, the Pacers declined their team option on Stephenson's contract, thus parting ways with him for a second time..

### «Лос-Анджелес Лейкерс» (2018—2019)
10 июля 2018 года Стивенсон подписал контракт с «Лос-Анджелес Лейкерс». Самую результативную игру провёл 24 октября 2018 года, набрав 23 очка, 8 подборов и 8 передач в победе над «Финикс Санз» со счётом 131:113. Он пропустил почти весь март из-за растяжения пальца на левой ноге.

### «Ляонин Флаин Леопардс» (2019—2020)
1 августа 2019 года Стивенсон подписал контракт с «Ляонин Флаин Леопардс» из Китайской баскетбольной ассоциации 22 сентября 2019 года Стивенсон помог «Ляонин» в победе над «Сеул СК Найтс» со счётом 83:82 на турнире Восточноазиатской суперлиги Terrific 12 и был назван самым ценным игроком турнира

### «Гранд-Рапидс Голд» (2021)
Стивенсон был выбран «Гранд-Рапидс Голд» под общим 13-м номером на драфте Джи-Лиги НБА 2021 года В 12 играх сезона он набирал в среднем 19,8 очка, 8 подборов и 4,3 передачи за 35 минут.

### «Атланта Хокс» (2021—2022)
22 декабря 2021 года Стивенсон подписал 10-дневный контракт с «Атланта Хокс».

### Третье возвращение в «Индиану» (2022)
После истечения срока его контракта с «Хокс», 1 января 2022 года Стивенсон подписал новый 10-дневный контракт с «Индиана Пэйсерс», чтобы присоединиться к франшизе в третий раз. Стивенсон сыграл свою первую игру за «Пэйсерс» 2 января 2022 года против «Кливленд Кавальерс», набрав 6 очков, 1 подбор и 3 передачи. 5 января, во время своей первой домашней игры в Индианаполисе, Стивенсон набрал 20 очков подряд в первой четверти против «Бруклин Нетс» (чья «большая тройка» впервые сыграла вместе в сезоне), а по итогам матча установил свой рекорд результативности в карьере, набрав 30 очков. 4 февраля подписал контракт с «Пэйсерс» до конца сезона.

### Леонес де Понсе (2023)
27 апреля 2023 года Стивенсон подписал контракт с «Леонес де Понсе» из чемпионата Пуэрто-Рико по баскетболу. Он был отчислен 6 мая после участия в 4 играх.

### Айова Вулвз (2023—2024)
14 декабря 2023 года Стивенсон присоединился к команде «Айова Вулвз» из Джи-Лиги НБА.
15 мая 2025 года Стивенсон присоединился к лиге BIG3. 20 мая 2025 года он был выбран под первым пиком командой «Майами 305».

## Личная жизнь
Лэнс родился в семье Лэнса-старшего и Бернадетты Стивенсонов. У него есть младший брат, Ланц.

### Юридические проблемы
В январе 2008 года Стивенсон был отстранён от занятий в школе на пять дней и пропустил две игры из-за ссоры с товарищем по команде. В октябре того же года он был арестован за то, что приставал к 17-летнему подростку в школе. Ему предъявили обвинение в сексуальном насилии класса B, а его родители прекратили реалити-шоу «Born Ready» (Рождённый готовым) после ареста.
15 августа 2010 года Стивенсон был арестован за нападение третьей степени после того, как якобы столкнул свою девушку с лестницы. В конце концов дело было прекращено.

## Статистика

### Статистика в НБА
| Сезон                                                                                    | Команда    | Регулярный сезон | Регулярный сезон | Регулярный сезон | Регулярный сезон | Регулярный сезон | Регулярный сезон | Регулярный сезон | Регулярный сезон | Регулярный сезон | Регулярный сезон | Регулярный сезон | Серия плей-офф | Серия плей-офф | Серия плей-офф | Серия плей-офф | Серия плей-офф | Серия плей-офф | Серия плей-офф | Серия плей-офф | Серия плей-офф | Серия плей-офф | Серия плей-офф |
| Сезон                                                                                    | Команда    | GP               | GS               | MPG              | FG%              | 3P%              | FT%              | RPG              | APG              | SPG              | BPG              | PPG              | GP             | GS             | MPG            | FG%            | 3P%            | FT%            | RPG            | APG            | SPG            | BPG            | PPG            |
| ---------------------------------------------------------------------------------------- | ---------- | ---------------- | ---------------- | ---------------- | ---------------- | ---------------- | ---------------- | ---------------- | ---------------- | ---------------- | ---------------- | ---------------- | -------------- | -------------- | -------------- | -------------- | -------------- | -------------- | -------------- | -------------- | -------------- | -------------- | -------------- |
| 2010/11                                                                                  | Индиана    | 12               | 0                | 9,6              | 33,3             | 0,0              | 78,6             | 1,5              | 1,8              | 0,3              | 0,0              | 3,1              | Не участвовал  | Не участвовал  | Не участвовал  | Не участвовал  | Не участвовал  | Не участвовал  | Не участвовал  | Не участвовал  | Не участвовал  | Не участвовал  | Не участвовал  |
| 2011/12                                                                                  | Индиана    | 42               | 1                | 10,5             | 37,6             | 13,3             | 47,1             | 1,3              | 1,1              | 0,5              | 0,1              | 2,5              | 4              | 0              | 3,0            | 22,2           | 50,0           | 50,0           | 0,0            | 0,3            | 0,0            | 0,0            | 1,5            |
| 2012/13                                                                                  | Индиана    | 78               | 72               | 29,2             | 46,0             | 33,0             | 65,2             | 3,9              | 2,9              | 1,0              | 0,2              | 8,8              | 19             | 19             | 35,4           | 40,8           | 28,1           | 62,2           | 7,6            | 3,3            | 1,2            | 0,1            | 9,4            |
| 2013/14                                                                                  | Индиана    | 78               | 78               | 35,3             | 49,1             | 35,2             | 71,1             | 7,2              | 4,6              | 0,7              | 0,1              | 13,8             | 19             | 19             | 37,1           | 45,5           | 35,8           | 71,4           | 6,9            | 4,2            | 0,8            | 0,2            | 13,6           |
| 2014/15                                                                                  | Шарлотт    | 61               | 25               | 25,8             | 37,6             | 17,1             | 62,7             | 4,5              | 3,9              | 0,6              | 0,1              | 8,2              | Не участвовал  | Не участвовал  | Не участвовал  | Не участвовал  | Не участвовал  | Не участвовал  | Не участвовал  | Не участвовал  | Не участвовал  | Не участвовал  | Не участвовал  |
| 2015/16                                                                                  | Клипперс   | 43               | 10               | 15,8             | 49,4             | 40,4             | 70,0             | 2,5              | 1,4              | 0,6              | 0,1              | 4,7              | Не участвовал  | Не участвовал  | Не участвовал  | Не участвовал  | Не участвовал  | Не участвовал  | Не участвовал  | Не участвовал  | Не участвовал  | Не участвовал  | Не участвовал  |
| 2015/16                                                                                  | Мемфис     | 26               | 3                | 26,6             | 47,4             | 35,5             | 81,5             | 4,4              | 2,8              | 0,7              | 0,2              | 14,2             | 4              | 0              | 23,8           | 52,3           | 40,0           | 80,0           | 1,5            | 1,8            | 0,3            | 0,0            | 13,0           |
| 2016/17                                                                                  | Нью-Орлеан | 6                | 0                | 27,1             | 47,3             | 10,0             | 62,5             | 3,0              | 4,8              | 0,3              | 0,2              | 9,7              | Не участвовал  | Не участвовал  | Не участвовал  | Не участвовал  | Не участвовал  | Не участвовал  | Не участвовал  | Не участвовал  | Не участвовал  | Не участвовал  | Не участвовал  |
| 2016/17                                                                                  | Миннесота  | 6                | 0                | 11,2             | 47,6             | 0,0              | 50,0             | 1,7              | 0,8              | 0,0              | 0,0              | 3,5              | Не участвовал  | Не участвовал  | Не участвовал  | Не участвовал  | Не участвовал  | Не участвовал  | Не участвовал  | Не участвовал  | Не участвовал  | Не участвовал  | Не участвовал  |
| 2016/17                                                                                  | Индиана    | 6                | 0                | 22,0             | 40,9             | 62,5             | 66,7             | 4,0              | 4,2              | 0,5              | 0,3              | 7,2              | 4              | 0              | 26,8           | 50,9           | 38,9           | 75,0           | 5,3            | 2,8            | 0,5            | 0,0            | 16,0           |
| 2017/18                                                                                  | Индиана    | 82               | 7                | 22,6             | 42,7             | 28,9             | 66,1             | 5,2              | 2,9              | 0,6              | 0,2              | 9,2              | 7              | 0              | 21,3           | 46,2           | 30,8           | 55,6           | 2,7            | 2,9            | 0,3            | 0,1            | 10,4           |
| 2018/19                                                                                  | Лейкерс    | 68               | 3                | 16,5             | 42,6             | 37,1             | 68,5             | 3,2              | 2,1              | 0,6              | 0,1              | 7,2              | Не участвовал  | Не участвовал  | Не участвовал  | Не участвовал  | Не участвовал  | Не участвовал  | Не участвовал  | Не участвовал  | Не участвовал  | Не участвовал  | Не участвовал  |
| 2021/22                                                                                  | Атланта    | 6                | 0                | 11,6             | 38,5             | 0,0              | 50,0             | 2,5              | 1,8              | 0,0              | 0,0              | 1,8              | Не участвовал  | Не участвовал  | Не участвовал  | Не участвовал  | Не участвовал  | Не участвовал  | Не участвовал  | Не участвовал  | Не участвовал  | Не участвовал  | Не участвовал  |
| 2021/22                                                                                  | Индиана    | 40               | 1                | 18,6             | 45,8             | 31,0             | 79,5             | 2,8              | 3,9              | 0,6              | 0,1              | 9,3              | Не участвовал  | Не участвовал  | Не участвовал  | Не участвовал  | Не участвовал  | Не участвовал  | Не участвовал  | Не участвовал  | Не участвовал  | Не участвовал  | Не участвовал  |
|                                                                                          | Всего      | 554              | 200              | 22,9             | 44,5             | 31,4             | 69,4             | 4,1              | 2,9              | 0,6              | 0,1              | 8,6              | 57             | 38             | 30,6           | 44,8           | 33,0           | 67,0           | 5,6            | 3,2            | 0,8            | 0,1            | 11,1           |
| Наведите курсор мыши на аббревиатуры в заголовке таблицы, чтобы прочесть их расшифровку. |            |                  |                  |                  |                  |                  |                  |                  |                  |                  |                  |                  |                |                |                |                |                |                |                |                |                |                |                |

### Статистика в Джи-Лиге
| Сезон                                                                                    | Команда           | Регулярный сезон | Регулярный сезон | Регулярный сезон | Регулярный сезон | Регулярный сезон | Регулярный сезон | Регулярный сезон | Регулярный сезон | Регулярный сезон | Регулярный сезон | Регулярный сезон | Серия плей-офф | Серия плей-офф | Серия плей-офф | Серия плей-офф | Серия плей-офф | Серия плей-офф | Серия плей-офф | Серия плей-офф | Серия плей-офф | Серия плей-офф | Серия плей-офф |
| Сезон                                                                                    | Команда           | GP               | GS               | MPG              | FG%              | 3P%              | FT%              | RPG              | APG              | SPG              | BPG              | PPG              | GP             | GS             | MPG            | FG%            | 3P%            | FT%            | RPG            | APG            | SPG            | BPG            | PPG            |
| ---------------------------------------------------------------------------------------- | ----------------- | ---------------- | ---------------- | ---------------- | ---------------- | ---------------- | ---------------- | ---------------- | ---------------- | ---------------- | ---------------- | ---------------- | -------------- | -------------- | -------------- | -------------- | -------------- | -------------- | -------------- | -------------- | -------------- | -------------- | -------------- |
| 2021/22                                                                                  | Гранд-Рапидс Голд | 12               | 12               | 35,0             | 47,1             | 30,6             | 68,6             | 8,3              | 4,1              | 0,8              | 0,3              | 19,8             | Не участвовал  | Не участвовал  | Не участвовал  | Не участвовал  | Не участвовал  | Не участвовал  | Не участвовал  | Не участвовал  | Не участвовал  | Не участвовал  | Не участвовал  |
| 2023/24                                                                                  | Айова Вулвз       | 34               | 19               | 27,6             | 44,7             | 34,5             | 79,2             | 6,6              | 4,6              | 0,9              | 0,1              | 14,1             | Не участвовал  | Не участвовал  | Не участвовал  | Не участвовал  | Не участвовал  | Не участвовал  | Не участвовал  | Не участвовал  | Не участвовал  | Не участвовал  | Не участвовал  |
|                                                                                          | Всего             | 46               | 31               | 29,5             | 45,5             | 33,6             | 75,0             | 7,1              | 4,4              | 0,8              | 0,2              | 15,6             | Не участвовал  | Не участвовал  | Не участвовал  | Не участвовал  | Не участвовал  | Не участвовал  | Не участвовал  | Не участвовал  | Не участвовал  | Не участвовал  | Не участвовал  |
| Наведите курсор мыши на аббревиатуры в заголовке таблицы, чтобы прочесть их расшифровку. |                   |                  |                  |                  |                  |                  |                  |                  |                  |                  |                  |                  |                |                |                |                |                |                |                |                |                |                |                |

### Статистика в колледже
| Сезон                                                                                   | Команда    | GP | GS | MPG  | FG%  | 3P%  | FT%  | RPG | APG | SPG | BPG | PPG  |  |
| --------------------------------------------------------------------------------------- | ---------- | -- | -- | ---- | ---- | ---- | ---- | --- | --- | --- | --- | ---- |  |
| 2009/10                                                                                 | Цинциннати | 34 | 32 | 28,2 | 44,0 | 21,9 | 66,4 | 5,4 | 2,5 | 0,9 | 0,2 | 12,3 |  |
|                                                                                         | Всего      | 34 | 32 | 28,2 | 44,0 | 21,9 | 66,4 | 5,4 | 2,5 | 0,9 | 0,2 | 12,3 |  |
| Наведите курсор мыши на аббревиатуры в заголовке таблицы, чтобы прочесть их расшифровку |            |    |    |      |      |      |      |     |     |     |     |      |  |

### Статистика в других лигах
| Сезон | Команда               | Лига                  | GP | GS | MPG  | FG%  | 3P%  | FT%  | RPG | APG | SPG | BPG | PFL | TOV | PPG  |
| --- | --------------------- | --------------------- | -- | -- | ---- | ---- | ---- | ---- | --- | --- | --- | --- | --- | --- | ---- |
| 2019/20 | Ляонин Флаин Леопардс | КБА                   | 29 | 27 | 34,8 | 52,2 | 30,0 | 77,8 | 7,4 | 3,8 | 1,1 | 0,2 | 3,3 | 2,9 | 26,7 |
| 2022/23 | Леонес де Понсе       | Чемпионат Пуэрто-Рико | 4  | 4  | 31,3 | 44,1 | 21,7 | 76,2 | 5,8 | 2,5 | 0,3 | 0,0 | 3,3 | 4,0 | 20,3 |
| Всего | Всего                 | Всего                 | 33 | 31 | 34,4 | 51,3 | 28,9 | 77,6 | 7,2 | 3,7 | 1,0 | 0,2 | 3,3 | 3,0 | 25,9 |
| Наведите курсор мыши на аббревиатуры в заголовке таблицы, чтобы прочесть их расшифровку Статистика приведена с сайта basketball.realgm.com |                       |                       |    |    |      |      |      |      |     |     |     |     |     |     |      |